# Ish-boshet
Eshbaal , (hébreu : אשבעל)
Ashba'al ou Ishba'al (nom théophore signifiant littéralement « Homme de Baal ») est un personnage biblique dont l'histoire est racontée dans le Deuxième livre de Samuel. Il est l'un des quatre fils que le roi Saül eut d'Achinoam, fille d'Ahimaaz. Né en 1057 av. J.-C., il est proclamé roi d'Israël après la mort de son père et de ses trois frères, et règne sur 11 des 12 tribus d'Israël.

## Règne et mort
Après la mort de Saül et de 3 de ses fils (Jonathan, Abinadab et Malkishua) à la bataille du Mont Guilboa, le seul des fils de Saül ayant survécu, Ish-boshet, alors âgé de 40 ans, fut proclamé roi à Mahanaïm par Abner, fils de Ner, chef des armées de Saül. Mais David, fils de Jessé, ayant été proclamé roi par la tribu de Juda, Ish-boshet ne régna que sur les 11 autres tribus d'Israël. Son règne dura deux ans.
Les deux rois se firent la guerre, et le camp de David prit le dessus, mais un tournant décisif fut le ralliement d'Abner à David après un conflit personnel avec Ish-boshet. Ish-boshet permit que sa sœur Mikhal, que Saül avait donnée comme femme à David avant le conflit qui les opposa, redevint la femme de David.
Ish-boshet fut décapité pendant sa sieste par deux de ses officiers, Récab et Baana, qui prétendirent ainsi venger David de la maison de Saül. Mais David les condamna à mort pour ce meurtre, et fit enterrer Ish-boshet dans le caveau d'Abner à Hébron.

## Nom
Le nom Ish-boshet est employé dans le Deuxième livre de Samuel. Il signifie « homme de honte ». Le deuxième nom, Eshba'al (Ashba'al ou Ishba'al), qui signifie « homme de Baal », est employé dans le Premier livre des Chroniques. Cette déformation du nom du dieu Baal a manifestement été opérée par les rédacteurs bibliques dans un but polémique en substituant bōšet (« honte ») à Baal. Le parallélisme entre baal et bōšet se retrouve aussi dans Jérémie 11,13.  Le nom d'Ish-boshet n'est pas le seul à avoir subi cette altération. On la retrouve aussi pour Mephibosheth/Meribaal et Jerubbesheth/Jerubbaal.